# Türgesch
Die Türgesch (auch Türgiş oder Türgeš) waren eine türkische Stammeskonföderation in Zentralasien, die in der Spätantike von ca. 700 bis Mitte des 8. Jahrhunderts existierte.
Um 700 gelang es den Türgesch zunächst, ihre Macht auf Kosten des geschwächten Zweiten Kaganats der Kök-Türken zu erweitern und ihren Einfluss im Westen des Kaganats auszudehnen. Doch um 710 unterlagen sie den Kök-Türken unter Qapagan und mussten sich zunächst dem Türk-Kaganat unterordnen.  Wenige Jahre später konnte ihr neuer Anführer Suluk ihre Eigenständigkeit jedoch erneut herstellen.
Die Türgesch gewannen unter Suluk rasch an Macht, übernahmen die Herrschaft von den On-Ok und traten faktisch das Erbe des westlichen Teils des Türk-Kaganats an. Sie beherrschten das Siebenstromland, das Gebiet zwischen dem Issyk-Kul im Süden und dem Balchaschsee im Norden mit den Hauptorten Suyab und Balasagun. In der Forschung wird ihr Herrschaftsgebilde bisweilen auch als Türgesch-Kaganat bezeichnet. 
Die Türgesch gerieten in diesem Zeitraum unter erheblichen Druck aufgrund der arabischen Expansion, die Anfang des 8. Jahrhunderts Zentralasien erreichte. Suluk ging ein Bündnis mit dem mächtigen Königreich Tibet ein, das damals ebenso wie das Kaiserreich China politische und wirtschaftliche Interessen in Zentralasien verfolgte. Allerdings hatte das Bündnis nicht lange Zeit Bestand, bald schon arrangierten sich die Tibeter mit den Arabern, um gegen die Chinesen vorzugehen.
Die Türgesch konnten sich mehrmals gegen die Araber militärisch behaupten und ihnen teils empfindliche Verluste zufügen. Suluk stellte sich an die Spitze des Widerstands und leistete auch den sogdischen Lokalherren (siehe dazu Ghurak und Dēwāštič) Unterstützung; gleichzeitig war er zusammen mit den Tibetern bemüht, den chinesischen Einfluss einzudämmen. 
737 wurde Suluk jedoch im (zeitweiligen) Bündnis von Arabern und Chinesen geschlagen, die Macht der Türgesch war damit gebrochen. Suluk wurde ermordet, die Reste der Türgesch gingen nach einer Niederlage 766 im Herrschaftsgebilde der Karluken auf.